# Razzie Award al peggior prequel, remake, rip-off o sequel
Il Razzie Award al peggior prequel, remake, rip-off o sequel (Razzie Award for Worst Prequel, Remake, Rip-off or Sequel) è un premio annuale assegnato dai Golden Raspberry Awards per il peggior prequel, remake, rip-off, o sequel dell'anno. 
Di seguito sono elencati i vari film che sono stati nominati, e che hanno vinto in questa categoria.
Il premio è stato assegnato per la prima volta durante il 1994. Da quest'anno fino al 2005 la categoria è stata intitolata Peggior remake o sequel, anche se nel 1996 e nel 1999 il premio non è stato assegnato. La categoria è stata poi divisa in Peggior prequel o sequel e Peggior remake o rip-off, attiva dal 2006 al 2007; mentre nel 2008 le due categorie sono state riunite insieme. 
L'unico film italiano a venire nominato nella categoria è stato Pinocchio (2002).

## Peggior remake o sequel (1994-1995, 1997-1998, 2000-2005)
- 1994
  - Wyatt Earp, regia di Kevin Costner
  - Beverly Hills Cop 3 (Beverly Hills Cop III), regia di John Landis
  - La storia infinita 3 (The NeverEnding Story III), regia di Peter MacDonald
  - I Flintstones (The Flintstones), regia di Brian Levant
  - Love Affair - Un grande amore (Love Affair), regia di Glenn Gordon Caron
- 1995
  - La lettera scarlatta (The Scarlet Letter), regia di Roland Joffé
  - Ace Ventura: missione Africa (Ace Ventura: When Nature Calls), regia di Steve Oedekerk
  - Dr. Jekyll e Miss Hyde (Dr. Jekyll and Ms. Hyde), regia di David Price
  - Showgirls, regia di Paul Verhoeven
  - Il villaggio dei dannati (Village of the Damned), regia di John Carpenter
- 1997
  - Speed 2 - Senza limiti (Speed 2: Cruise Control), regia di Jan de Bont
  - Batman & Robin, regia di Joel Schumacher
  - Mamma, ho preso il morbillo (Home Alone 3), regia di Raja Gosnell
  - Il mondo perduto - Jurassic Park (The Lost World: Jurassic Park), regia di Steven Spielberg
  - La mia flotta privata (McHale's Navy), regia di Bryan Spicer
- 1998
  - The Avengers - Agenti speciali (The Avengers), regia di Jeremiah S. Chechik
- 1998
  - Godzilla, regia di Roland Emmerich
- 1998
  - Psycho, regia di Gus Van Sant
  - Lost in Space - Perduti nello spazio (Lost in Space), regia di Stephen Hopkins
  - Vi presento Joe Black (Meet Joe Black), regia di Martin Brest
- 2000
  - Il libro segreto delle streghe - Blair Witch 2 (Book of Shadows: Blair Witch 2), regia di Joe Berlinger
  - Il Grinch (How the Grinch Stole Christmas), regia di Ron Howard
  - I Flintstones in Viva Rock Vegas (The Flintstones in Viva Rock Vegas), regia di Brian Levant
  - La vendetta di Carter (Get Carter), regia di Stephen Kay
  - Mission: Impossible 2 (Mission: Impossible II), regia di John Woo
- 2001
  - Planet of the Apes - Il pianeta delle scimmie (Planet of the Apes), regia di Tim Burton
  - Crocodile Dundee 3 (Crocodile Dundee in Los Angeles), regia di Simon Wincer
  - Jurassic Park III, regia di Joe Johnston
  - Pearl Harbor, regia di Michael Bay
  - Sweet November - Dolce novembre (Sweet November), regia di Pat O'Connor
- 2002
  - Travolti dal destino (Swept Away), regia di Guy Ritchie
  - Le spie (I Spy), regia di Betty Thomas
  - Mr. Deeds, regia di Steven Brill
  - Pinocchio, regia di Roberto Benigni
  - Star Wars: Episodio II - L'attacco dei cloni (Star Wars Episode II: Attack of the Clones), regia di George Lucas
- 2003
  - Charlie's Angels: più che mai (Charlie's Angels: Full Throttle), regia di McG
  - 2 Fast 2 Furious, regia di John Singleton
  - Scemo e più scemo - Iniziò così (Dumb and Dumberer: When Harry Met Lloyd), regia di Troy Miller
  - From Justin to Kelly, regia di Robert Iscove
  - Non aprite quella porta (The Texas Chainsaw Massacre), regia di Marcus Nispel
- 2004
  - Scooby-Doo 2: Mostri scatenati (Scooby Doo 2: Monsters Unleashed), regia di Raja Gosnell
  - Alien vs. Predator, regia di Paul W. S. Anderson
  - Anaconda: alla ricerca dell'orchidea maledetta (Anacondas: The Hunt for the Blood Orchid), regia di Dwight H. Little
  - Il giro del mondo in 80 giorni (Around the World in 80 Days), regia di Frank Coraci
  - Un genio in pannolino 2 (Superbabies: Baby Geniuses 2), regia di Bob Clark
- 2005
  - The Mask 2 (Son of the Mask), regia di Lawrence Guterman
  - Vita da strega (Bewitched), regia di Nora Ephron
  - Deuce Bigalow - Puttano in saldo (Deuce Bigalow: European Gigolo), regia di Mike Bigelow
  - Hazzard (The Dukes of Hazzard), regia di Jay Chandrasekhar
  - La maschera di cera (House of Wax), regia di Jaume Collet-Serra

## Peggior prequel o sequel (2006-2007)
- 2006
  - Basic Instinct 2, regia di Michael Caton-Jones
  - FBI: Operazione tata (Big Momma's House 2), regia di John Whitesell
  - Garfield 2 (Garfield: A Tail of Two Kitties), regia di Tim Hill
  - Santa Clause è nei guai (The Santa Clause 3: The Escape Clause), regia di Michael Lembeck
  - Non aprite quella porta - L'inizio (The Texas Chainsaw Massacre: The Beginning), regia di Jonathan Liebesman
- 2007
  - Il campeggio dei papà (Daddy Day Camp), regia di Fred Savage
  - Aliens vs. Predator 2 (Aliens vs. Predator: Requiem), regia di Colin e Greg Strause
  - Un'impresa da Dio (Evan Almighty), regia di Tom Shadyac
  - Hannibal Lecter - Le origini del male (Hannibal Rising), regia di Peter Webber
  - Hostel: Part II (Hostel: Part II), regia di Eli Roth

## Peggior remake o rip-off (2006-2007)
- 2006
  - Quel nano infame (Little Man), regia di Keenen Ivory Wayans
  - La Pantera Rosa (The Pink Panther), regia di Shawn Levy
  - Poseidon, regia di Wolfgang Petersen
  - Shaggy Dog - Papà che abbaia... non morde (The Shaggy Dog), regia di Brian Robbins
  - Il prescelto (The Wicker Man), regia di Neil LaBute
- 2007
  - Il nome del mio assassino (I Know Who Killed Me), regia di Chris Sivertson
  - Finalmente a casa (Are We Done Yet?), regia di Steve Carr
  - Bratz (Bratz: The Movie), regia di Sean McNamara
  - Epic Movie, regia di Jason Friedberg e Aaron Seltzer
  - Who's Your Caddy?, regia di Don Michael Paul

## Peggior prequel, remake, rip-off o sequel (2008-presente)

### 2000
- 2008
  - Indiana Jones e il regno del teschio di cristallo (Indiana Jones and the Kingdom of the Crystal Skull), regia di Steven Spielberg
  - Ultimatum alla Terra (The Day the Earth Stood Still), regia di Scott Derrickson
  - Disaster Movie, regia di Jason Friedberg e Aaron Seltzer
  - Speed Racer, regia di Larry e Andy Wachowski
  - Star Wars: The Clone Wars, regia di Dave Filoni

- 2009
  - Land of the Lost, regia di Brad Silberling
  - G.I. Joe - La nascita dei Cobra (G.I. Joe: The Rise of Cobra), regia di Stephen Sommers
  - La Pantera Rosa 2 (The Pink Panter 2), regia di Harald Zwart
  - Transformers - La vendetta del caduto (Transformers: Revenge of the Fallen), regia di Michael Bay
  - The Twilight Saga: New Moon, regia di Chris Weitz

### 2010
- 2010
  - Sex and the City 2, regia di Michael Patrick King
  - Scontro tra titani (Clash of the Titans), regia di Louis Leterrier
  - L'ultimo dominatore dell'aria (The Last Airbender), regia di M. Night Shyamalan
  - The Twilight Saga: Eclipse, regia di David Slade
  - Mordimi (Vampires Suck), regia di Jason Friedberg e Aaron Seltzer

- 2011
  - Jack e Jill (Jack and Jill), regia di Dennis Dugan - Remake del classico camp film di Edward D. Wood Jr., Glen or Glenda
  - Arturo (Arthur), regia di Jason Winer
  - Bucky Larson: Born to Be a Star, regia di Tom Brady - Remake di Boogie Nights - L'altra Hollywood (Boogie Nights) e È nata una stella (A Star Is Born)
  - Una notte da leoni 2 (The Hangover Part II), regia di Todd Phillips - Sia come sequel che come remake
  - The Twilight Saga: Breaking Dawn - Parte 1 (The Twilight Saga: Breaking Dawn), regia di Bill Condon

- 2012
  - The Twilight Saga: Breaking Dawn - Parte 2 (The Twilight Saga: Breaking Dawn – Part 2), regia di Bill Condon
  - Ghost Rider - Spirito di vendetta (Ghost Rider: Spirit of Vengeance), regia di Mark Neveldine e Brian Taylor
  - Piranha 3DD, regia di John Gulager
  - Red Dawn - Alba rossa (Red Dawn), regia di Dan Bradley
  - Madea's Witness Protection, regia di Tyler Perry

- 2013
  - The Lone Ranger, regia di Gore Verbinski
  - Un weekend da bamboccioni 2 (Grown Ups 2), regia di Dennis Dugan
  - Una notte da leoni 3 (The Hangover Part III), regia di Todd Phillips
  - Scary Movie V, regia di Malcolm D. Lee
  - I Puffi 2 (The Smurfs 2), regia di Raja Gosnell

- 2014
  - Annie, regia di Will Gluck
  - Atlas Shrugged: Who Is John Galt?, regia di James Manera
  - Hercules - La leggenda ha inizio (The Legend of Hercules), regia di Renny Harlin
  - Tartarughe Ninja (Teenage Mutant Ninja Turtles), regia di Jonathan Liebesman
  - Transformers 4 - L'era dell'estinzione (Transformers: Age of Extinction), regia di Michael Bay

- 2015
  - Fantastic 4 - I Fantastici Quattro (Fantastic Four), regia di Josh Trank
  - Alvin Superstar - Nessuno ci può fermare (Alvin & The Chipmunks: Road Chip), regia di Walt Becker
  - Un tuffo nel passato 2 (Hot Tub Time Machine 2), regia di Steve Pink
  - The Human Centipede 3 (Final Sequence), regia di Tom Six
  - Il superpoliziotto del supermercato 2 (Paul Blart: Mall Cop 2), regia di Andy Fickman

- 2016
  - Batman v Superman: Dawn of Justice, regia di Zack Snyder
  - Alice attraverso lo specchio (Alice Through the Looking Glass), regia di James Bobin
  - Cinquanta sbavature di nero (Fifty Shades of Black), regia di Michael Tiddes
  - Independence Day - Rigenerazione (Independence Day: Resurgence), regia di Roland Emmerich
  - Tartarughe Ninja - Fuori dall'ombra (Teenage Mutant Ninja Turtles: Out of the Shadows), regia di Dave Green
  - Zoolander 2, regia di Ben Stiller

- 2017
  - Cinquanta sfumature  di nero (Fifty Shades Darker), regia di James Foley
  - Baywatch, regia di Seth Gordon
  - Boo 2! A Madea Halloween, regia di Tyler Perry
  - La mummia (The Mummy),  regia di Alex Kurtzman
  - Transformers - L'ultimo cavaliere (Transformers: The Last Knight), regia di Michael Bay

- 2018
  - Holmes & Watson - 2 de menti al servizio della regina (Holmes & Watson), regia di Etan Cohen
  - Death of a Nation: Can We Save America a Second Time?, regia di Dinesh D'Souza e Bruce Schooley
  - Il giustiziere della notte - Death Wish (Death Wish), regia di Eli Roth
  - Shark - Il primo squalo (The Meg), regia di Jon Turteltaub
  - Robin Hood - L'origine della leggenda (Robin Hood), regia di Otto Bathurst

- 2019
  - Rambo: Last Blood, regia di Adrian Grünberg
  - X-Men - Dark Phoenix (Dark Phoenix), regia di Simon Kinberg
  - Godzilla II - King of the Monsters, regia di Michael Dougherty
  - Hellboy, regia di Neil Marshall
  - A Madea Family Funeral, regia di Tyler Perry

### 2020
- 2020
  - Dolittle, regia di Stephen Gaghan - Remake del film di Richard Fleischer, Il favoloso dottor Dolittle (Doctor Dolittle)
  - 365 giorni (365 Dni), regia di Barbara Białowąs e Tomasz Mandes - Rip-off del film Cinquanta sfumature di grigio (Fifty Shades of Grey)
  - Fantasy Island, regia di Jeff Wadlow
  - Hubie Halloween, regia di Steven Brill - Rip-off di Ernesto e una spaventosa eredità (Ernest Scared Stupid)
  - Wonder Woman 1984, regia di Patty Jenkins
- 2021
  - Space Jam: New Legends (Space Jam: A New Legacy), regia di Malcolm D. Lee - sequel di Space Jam
  - Karen, regia di Coke Daniels - involontario remake di Crudelia (Cruella)
  - Tom & Jerry, regia di Tim Story
  - Twist, regia di Martin Owen - rap remake di Oliver Twist
  - La donna alla finestra (The Woman in the Window), regia di Joe Wright - rip-off di La finestra sul cortile (Rear Window)
- 2022
  - Pinocchio (Disney’s Pinocchio), regia di Robert Zemeckis
  - Blonde, regia di Andrew Dominik - considerato un remake della miniserie televisiva del 2001
  - Firestarter, regia di Keith Thomas
  - Jurassic World - Il Dominio, regia di Colin Trevorrow
  - 365 giorni - Adesso e Altri 365 giorni, regia di Barbara Białowąs e Tomasz Mandes

- 2023
  - Winnie-the-Pooh - Sangue e miele (Winnie-the-Pooh: Blood and Honey), regia di Rhys Frake-Waterfield
  - Ant-Man and the Wasp: Quantumania, regia di Peyton Reed - sequel di Ant-Man and the Wasp
  - L'esorcista - Il credente (The Exorcist: Believer), regia di David Gordon Green - sequel de L'esorcista
  - I mercenari 4 - Expendables (Expend4bles), regia di Scott Waugh - sequel de I mercenari 3
  - Indiana Jones e il quadrante del destino (Indiana Jones and the Dial of Destiny), regia di James Mangold - sequel di Indiana Jones e il regno del teschio di cristallo
- 2024
  - Joker: Folie à Deux, regia di Todd Phillips - sequel di Joker
  - The Crow - Il corvo (The Crow), regia di Rupert Sanders - remake de Il corvo - The Crow
  - Kraven - Il cacciatore (Kraven the Hunter), regia di J. C. Chandor
  - Mufasa - Il re leone (Mufasa: The Lion King), regia di Barry Jenkins - prequel de Il re leone
  - Rebel Moon - Parte 2: La sfregiatrice (Rebel Moon - Part Two: The Scargiver), regia di Zack Snyder - sequel di Rebel Moon - Parte 1: Figlia del fuoco